# Zabajone (album)
Zabajone è il quarto album in studio di Andrea Mingardi, pubblicato nel 1978.

## Tracce
1. Pus
2. Fantascienza
3. Maometto
4. Uomo normale
5. Star del rock 'n' roll
6. Tarantola
7. (Romanza del) Pane maggico
8. Professionista
9. Fantasia

## Formazione
- Andrea Mingardi - voce, pianoforte
- Romano Trevisani - chitarra
- Daniele Tedeschi - batteria, percussioni
- Maurizio Tirelli - tastiera, tromba
- Gaetano Leandro - sintetizzatore
- Kasmin Urzino - basso
- Enzo Feliciati - tromba, flicorno
- Karl Vladimir Pauliny - trombone
- Alan King - flauto, sax